# Ira Newble
Ira Newble (Detroit, 20 de janeiro de 1975) é um jogador de basquetebol profissional estadunidense, que atualmente joga pelo Bnei Hasharon do Israel. Ele anteriormente disputou jogos por clubes como San Antonio Spurs, Atlanta Hawks, Cleveland Cavaliers, Seattle SuperSonics e Los Angeles Lakers. Joga atualmente a Israeli Basketball Super League (BSL).

## Honrarias
- Vencedor da Copa do Chipre de Basquetebol com o Keravnos Strovolos (2000)
- Vice-colocado da Temporada 2007-08 da NBA com o Los Angeles Lakers